# Cora Sadosky
Cora Sadosky (Buenos Aires, Argentina, 23 de mayo de 1940 - California, Estados Unidos, 3 de diciembre de 2010) fue una matemática argentina.

## Biografía
Cora Sadosky nació en Buenos Aires, aunque cursó sus estudios primarios en Europa, donde sus padres estaban realizando un postdoctorado en matemáticas. Su madre Cora Ratto fue profesora de Matemáticas de la Universidad de Buenos Aires y su padre Manuel Sadosky, fundador y primer director del Centro de Cómputos de dicha Universidad. De origen italiano por parte materna y judeo-ruso por parte paterna.
Posteriormente, inició estudios en una escuela secundaria pública de Argentina pero solamente cursó el primer año ya que continuó estudiando en forma privada y se graduó aprobando los exámenes como alumna libre. Inició sus estudios universitarios en el área de Física y luego se cambió a la de Matemáticas. Sadosky eligió trabajar en el área de Análisis armónico, siguiendo los consejos recibidos durante la realización de su tesis, por el doctor argentino Alberto Pedro Calderón y el polaco doctor Antoni Zygmund. En 1960 obtuvo, con honores, su licenciatura en dicha especialidad en la Universidad de Buenos Aires.
Realizó el curso de doctorado en la Universidad de Chicago, en la que fue la única mujer -no solo en el área de Matemáticas sino en todas las ciencias- y se graduó en 1965 con la tesis titulada On Class Preservation And Pointwise Convergence For Parabolic Singular Integral Operators (Preservación de clase y convergencia puntual para operadores parabólicos individuales integrales).
Cuando retornó a su país se casó con Daniel Goldstein, un físico argentino que conoció mientras estudiaba biología molecular en la Universidad de Yale.

## Trayectoria
Sadosky estuvo un año desempeñándose como profesora ayudante de Matemáticas en la Facultad de Ciencias Exactas y Naturales (Universidad de Buenos Aires). Cuando en 1966 el gobierno de facto de Juan Carlos Onganía, intervino las universidades, expulsó a cientos de científicos argentinos y esto motivó un éxodo masivo del profesorado. En el caso de Cora Sadosky, se fue a enseñar durante un semestre en la Universidad de la República en Uruguay y después a Estados Unidos a trabajar como Catedrática Auxiliar en la Universidad de Johns Hopkins en Baltimore, Maryland donde su esposo tenía un cargo en el postgrado.
Cuando regresaron en 1968 a la Argentina, Sadosky permaneció alejada de la docencia por no obtener cargos. En 1971 nació su hija y dos años después retornó a la investigación en colaboración con el matemático Mischa Cotlar, el consejero de su madre cuando cursaba su doctorado. Al año siguiente la inquietud política de su país obligó a la familia a trasladarse a Venezuela donde fue profesora de la Universidad Central de Venezuela, (Caracas) entre 1974 y 1980. Posteriormente ejerció como catedrática a partir de 1980 en la Howard University en Washington, a partir de 1990 en la Universidad de California, Santa Clara y desde 1996 en la Universidad de California, Berkeley.
Dedicó varios periodos de su carrera a la investigación. A finales de los 70 y hasta 1984 en el Instituto de Estudios Avanzados de Princeton y ya a partir de 1987 hasta 1996 en el Instituto de Investigación en Ciencias Matemáticas en Berkeley.
Sus contribuciones alcanzaron a más de 50 artículos en el área de análisis funcional y análisis armónico.Fue premiada por la Fundación Nacional de Ciencias y estuvo asociada a la Asociación Estadounidense para el Avance de la Ciencia.

### Activismo
Cora Sadosky fue en el área de matemáticas una fuerte defensora de las mujeres y activista en pro de una mayor participación de las personas afroamericanas. Anteriormente, su madre Corina Ratto, activista por los derechos humanos, participó en la fundación de la Unión Internacional de Mujeres en 1945.
Presidió la Asociación de Mujeres en Matemáticas de 1993 a 1995 y durante su mandato, la asociación trasladó su sede a su ubicación actual en la Universidad de Maryland. Incrementó las relaciones internacionales y la participación de dicha asociación en las políticas científicas, en particular iniciando con la asociación Mujeres Matemáticas de Europa la primera Conferencia Emmy Noether en un Congreso Internacional de Matemáticas en 1994 y representando a la asociación en el Congreso Internacional de Educación Matemática en 1993. Sadosky fue becaria de la Asociación Estadounidense para el Avance de la Ciencia y la eligieron dos veces para el Consejo de la Sociedad Matemática Americana. También se desempeñó como miembro del Comité Asesor de Derechos Humanos del Instituto de Investigación de Ciencias Matemáticas.
Cora Sadosky falleció en California, Estados Unidos, el 3 de diciembre de 2010, luego de una destacada carrera científica.
En honor a ella, en 2012 se instauró el Premio de Investigación en Análisis de AWM-Sadosky, cuyo objetivo es reconocer el análisis excepcional de las mujeres en las primeras etapas de sus carreras.